# Порошозеро
Порошозеро (устар. Поросозеро, Пороги, Порож, Порошт-озеро) — озеро в Кондопожском районе Республики Карелия.
Площадь поверхности — 3,1 км². Площадь водосборного бассейна — 39,9 км². Высота над уровнем моря — 71,5 м.
Озеро удлинённой формы, вытянуто с севера на юг, в южной части расположен большой залив.
Сток в Лижмозеро через Порошручей. Берега отлогие. Дно покрыто илистыми грунтами.
Водная растительность представлена телорезом и элодеей.
В озере обитают плотва, окунь, щука, ёрш.